# Pavol Bagin
Pavol Bagin (født 11. maj 1933 i Košice, død 4. januar 2013 i Bratislava, Slovakiet) var en slovakisk komponist, dirigent og skribent.
Bagin studerede komposition og direktion på Musikonservatoriet i Bratislava , og det Pædagogiske Universitet i Bratislava hos bl.a. Eugen Suchon og Andrej Očenáš. Han har skrevet en symfoni, orkesterværker, kammermusik, instrumentalværker, vokalmusik etc. Han var også skribent og editor på mange lærerbøger og musiktidsskrifter .

## Udvalgte værker
- Lille Symfoni (1990) - for kammerorkester
- "Sinfonietta Slovaca" (1983) - for strygerorkester